# Monica Boggioni
Monica Boggioni (Pavia, 5 agosto 1998) è una nuotatrice italiana, vincitrice di sei medaglie paralimpiche (un oro e cinque bronzi), di sette ori mondiali e di nove ori europei.

## Biografia
Monica nasce a Pavia il 5 agosto 1998, affetta da una sofferenza cerebrale che le provoca una diplegia spastica agli arti inferiori. Su consiglio dei medici, inizia a fare nuoto all’età di due anni, sport che continuerà a praticare per tutta la durata dell’infanzia e dell’adolescenza. All’età di quindici anni partecipa al progetto “Nuota con noi”, voluto da Davide Bellingeri e mirato a creare una squadra di atleti con disabilità fisica o visiva di Pavia e provincia; viene così tesserata per la squadra AICS Pavia Nuoto a.s.d., affiliata alla F.I.N.P., intraprendendo così il percorso agonistico. Attualmente è allenata da Guy Soffientini.
Nel 2016 si registra un peggioramento delle condizioni fisiche della Boggioni, che comincia ad avere difficoltà anche nei movimenti delle braccia: le viene infatti diagnosticata una distonia agli arti superiori, complicata da atteggiamenti mioclonici, patologia ancora poco conosciuta.
Nel luglio del 2017 ottiene il diploma di maturità classica presso il Liceo Classico Statale Ugo Foscolo di Pavia, con la votazione di 100/100; nell’ottobre dello stesso anno si iscrive al primo anno del corso di laurea in Biotecnologie presso l’Università degli Studi di Pavia.
Nel luglio 2020 ottiene la laurea in Biotecnologie presso l'Università di Pavia, con la votazione complessiva di 110/110.
Il 19 aprile 2023 ottiene anche la laurea magistrale in Biotecnologie mediche e farmaceutiche presso l’Università di Pavia con la valutazione di 110 e lode.

## Carriera
Nel 2014, a livello nazionale viene classificata S6, SB5 e SM6, ottenendo diversi record italiani assoluti e di categoria e diventando campionessa italiana assoluta nei 50 farfalla, 100 e 400 stile libero. Nell'aprile 2017, a seguito dell'aggravamento della sua patologia, viene riclassificata a livello internazionale, venendo abbassata alla classe S4, SB3 e SM4.
Partecipa, alla fine del mese di maggio 2017, ai campionati italiani di società a Lignano Sabbiadoro, dove stabilisce ben tre record del mondo nelle specialità dei 50 m rana, dei 50 m dorso e dei 200 m stile libero. All'inizio di luglio del 2017 prende parte alle World Series di Berlino, in cui stabilisce nuovi record del mondo nei 100 m stile libero, nei 200 m stile libero e nei 150 m misti.; con i suoi 2113 punti ottenuti, vince la prima edizione della Coppa del Mondo Ai campionati italiani assoluti estivi, tenutisi a Lodi dal 13 al 16 luglio 2017, migliora il suo record del mondo nei 200 metri stile libero e stabilisce il record europeo nei 50 metri stile.
Visti i successi ottenuti, è convocata in Nazionale per partecipare ai Campionati del Mondo di Città del Messico tenutisi dal 2 al 7 dicembre 2017 dove, nel secondo giorno di gare, ottiene la sua prima medaglia internazionale, l'argento nei 50 metri dorso con il tempo di 48"86, segnando contestualmente anche il nuovo record europeo. Il giorno successivo scende in vasca per i 100 metri stile libero, vincendo la gara e segnando il tempo di 1'26"23, nuovo record dei campionati. Partecipa anche alla gara dei 50 m rana, dove ottiene il secondo posto alle spalle della cinese Jiao Cheng, ed ai 50 metri stile libero, dove invece sale sul gradino più alto del podio con il tempo di 38"79, stabilendo anche in questo caso il record dei campionati mondiali. Il 7 dicembre, giornata conclusiva dei campionati, stabilisce il nuovo record del mondo nei 150 m misti, vincendo la gara con il tempo di 2'41"52 sempre davanti alla cinese Jiao Cheng. A fine giornata arriverà anche il terzo argento conquistato con la staffetta 4x50 mista a stile libero in squadra con Giulia Ghiretti, Efrem Morelli e Antonio Fantin.
Ai campionati italiani assoluti invernali svoltisi a Brescia il 3 ed il 4 marzo 2018 ha migliorato sia il record del mondo nei 100 m stile libero sia il record europeo nei 50 m stile libero. A maggio, a seguito di nuovi metodi di classificazioni a livello internazionale, viene classificata S5, SB4 e SM5. Partecipa alla tappa di World Series di Lignano Sabbiadoro dove stabilisce i record italiani assoluti nei 50 m sl, 100 m sl 200 m misti e 50 m dorso, gara in cui si aggiudica la medaglia d’argento. A giugno partecipa alla tappa finale delle World Series a Berlino dove stabilisce il nuovo record italiano assoluto nei 200 m sl e migliora quelli nei 200 m misti e nei 50 m sl. Prende parte, successivamente, al trofeo internazionale Sette Colli a Roma, in cui stabilisce il nuovo record italiano assoluto nei 100 metri stile libero. Ai campionati italiani assoluti, svoltisi a Palermo in giugno, si laurea campionessa nazionale nei 50 m stile libero, nei 100 m stile libero e nei 100 m rana.
Viene convocata dalla nazionale per Campionati Europei di Dublino svoltisi dal 13 al 19 agosto 2018, durante i quali vince un oro nei 200 metri misti (con nuovo record italiano), quattro argenti (nei 200 metri stile libero e nei 100 metri stile libero, in entrambi i casi con record italiano, nei 50 metri stile libero e nella staffetta 4x50 mista mista) e due bronzi, nei 50 metri dorso (con record italiano) e nei 100 metri rana. A dicembre prende invece parte ai campionati italiani assoluti in vasca corta a Loano, dove diventa campionessa italiana nei 50 m stile libero, con nuovo record italiano, e nei 100 metri stile libero, dove stabilisce invece il nuovo record del mondo.
Nel 2019 partecipa ai campionati del mondo di Londra, da cui torna con due medaglie di bronzo, nei 100 e 200 metri stile libero S5. Dopo un 2020 povero di appuntamenti a causa della pandemia di COVID-19, nel maggio 2021 partecipa ai campionati europei a Madeira dove vince quattro ori, un argento e un bronzo. A luglio viene ufficialmente convocata per i Giochi Paralimpici di Tokyo, durante le quali conquista tre medaglie di bronzo: nei 100 m stile libero, nei 200 metri stile libero (entrambe nella categoria S5) e nei 200 metri misti SM5.
Nel 2022 viene convocata per i mondiali di Madeira, in cui vince un oro nei 200 metri misti SM5, quattro argenti (100 e 200 metri stile libero S5; 100 metri rana SB4 e staffetta 4x50 m stile libero mista) e tre bronzi (50 metri stile libero, 50 metri dorso S5 e staffetta 4x50 m misti mista). L'anno successivo, invece, ai mondiali di Manchester vince tre medaglie d’oro, nei 50 metri rana SB3, nei 200 metri stile libero S5 e nei 100 metri stile libero S5, dove fa segnare anche il record italiano assoluto con il crono di 1'20"16.
Inizia il 2024 prendendo parte ai campionati europei di Funchal, chiusi con quattro ori, due argenti e un bronzo. Alle Paralimpiadi di Parigi dello stesso anno ottiene altre due medaglie di bronzo dopo le tre di Tokyo, salendo per la seconda edizione consecutiva sul terzo gradino del podio nei 100 e nei 200 metri stile libero, per poi conquistare la sua prima medaglia d'oro nella competizione, vincendo i 50 metri rana SB3 con il crono di 53"25 (nuovo record europeo e paralimpico).

## Palmarès
Categorie S5, SB4, SM5, S4, SB3, SM4
- Giochi Paralimpici

Tokyo 2020: bronzo nei 100m sl S5, nei 200m sl S5 e nei 200m misti SM5.
Parigi 2024: oro nei 50m rana SB3, bronzo nei 100m sl S5 e nei 200m sl S5.
- Campionati mondiali IPC

Città del Messico 2017: oro nei 50m sl S4, nei 100m sl S4 e nei 150m misti SM3-4, argento nei 50m rana SB3, nei 50m dorso S4 e nella 4x50m mista (20 pti.).
Londra 2019: bronzo nei 200m sl S5 e nei 50m dorso S5.
Funchal 2022: oro nei 200m misti SM5, argento nei 100m rana SB4, nei 200m sl S5 e nella 4x50m mista (20 pti.), bronzo nei 50m sl S5, nei 50m dorso S5 e nella 4x50m sl (20 pti.).
Manchester 2023: oro nei 50m rana SB3, nei 100m sl S5 e nei 200m sl S5.
- Campionati europei IPC

Dublino 2018: oro nei 200m misti S5, argento nei 50m sl S5, nei 100m sl S5, nei 200m sl S5 e nella 4x50m mista (20 pti.), bronzo nei 50m dorso S5 e nei 100m rana SB4.
Funchal 2021: oro nei 50m dorso S5, nei 100m sl S5, nei 200m sl S5 e nella 4x50m sl (20 pti.), argento nei 50m sl S5, bronzo nei 100m rana SB4.
Funchal 2024: oro nei 100m sl S5, nei 200m sl S5, nei 50m rana SB3 e nei 200m misti SM5, argento nei 50m sl S5 e nella 4x50m sl (20 pti.), bronzo nella 4x50m mista (20 pti.).